# Abades
Abades – gmina w Hiszpanii, w prowincji Segowia, w Kastylii i León, o powierzchni 31,98 km². W 2011 roku gmina liczyła 882 mieszkańców.